# Mariusz Grad
Mariusz Grad (ur. 18 maja 1973 w Tomaszowie Lubelskim) – polski polityk, samorządowiec, poseł na Sejm VI i VII kadencji.

## Życiorys
Ukończył studia na Wydziale Ekonomicznym Uniwersytecie Marii Curie-Skłodowskiej w Lublinie (1997) oraz studia doktoranckie na Wydziale Zarządzania Uniwersytetu Warszawskiego.
Pracował w Telekomunikacji Polskiej i Karpackiej Spółce Gazownictwa w Tomaszowie Lubelskim. Założył Stowarzyszenie Promocji Lubelszczyzny „L’Europa”. Kierował Lubelską Regionalną Organizacją Turystyczną w Lublinie. Z listy Platformy Obywatelskiej w 2004 bez powodzenia kandydował do Parlamentu Europejskiego, w 2005 do Sejmu, a w wyborach samorządowych w 2006 został wybrany do sejmiku lubelskiego. 1 grudnia tego samego roku objął funkcję członka zarządu województwa lubelskiego, odpowiedzialnego m.in. za współpracę zagraniczną, turystykę i promocję oraz sprawy gospodarcze.
W wyborach parlamentarnych w 2007 uzyskał mandat poselski. Kandydując z listy PO w okręgu chełmskim, otrzymał 9766 głosów. Wszedł m.in. w skład delegacji parlamentu do Zgromadzenia Parlamentarnego Organizacji Bezpieczeństwa i Współpracy w Europie. W wyborach w 2011 z powodzeniem ubiegał się o reelekcję, dostał 9962 głosy. Został członkiem prezydium klubu parlamentarnego PO. Bezskutecznie kandydował w wyborach do Parlamentu Europejskiego w 2014. W 2015 nie został wybrany na kolejną kadencję. W 2018 kandydował bez powodzenia do sejmiku. W 2019 startował ponownie do Sejmu jako kandydat Koalicji Obywatelskiej. W lutym 2021 wystąpił z PO, motywując to liberalizacją stanowiska partii w sprawie aborcji.
Kuzyn Aleksandra Grada.